# Pascal Lamour
Pascal Lamour (Theix, 28 ottobre 1958) è uno scrittore e musicista francese, specializzato in musica bretone e celtica, soprannominato l'"electro-sciamano".
Dopo una lunga carriera come un erborista, si dedicò interamente alla musica dal 2000. Ha prodotto album sotto la sua etichetta, la NBC Productions, dal 1994, ma è diventato più conosciuto nel mondo della musica dal 2005-2006. Nel 2010, scrisse un libro illustrato da Bruno Brucero.
Egli mescola musica tradizionale bretone con ritmi elettronici.